# Johan Blomseth
Johan Blomseth, né le 2 février 1897 et mort le 7 septembre 1959, est un ancien spécialiste norvégien du combiné nordique.

## Biographie

### Vie en Autriche
Lors des Championnats du monde de ski nordique 1925, il est avec Henry Ljungmann l'un des deux Norvégiens participants à la compétition,,. En effet, ils sont tous les deux étudiants dans la région. Cette édition est boycottée par les pays scandinaves qui ne veulent pas que les championnats du monde deviennent la compétition de référence.
En 1926, il remporte le championnat d'Autriche de ski. Il est le second athlète norvégien à remporter ce titre après Lauritz Bergendahl en 1912 (de).

## Résultats
| Épreuve / Édition | Épreuve / Édition | Janské Lázně 1925 |
| ----------------- | ----------------- | ----------------- |
| Combiné nordique  | Combiné nordique  | 6e                |
| Saut à ski        | Saut à ski        | 17e               |
| Ski de fond       | 18 km             | 13e               |